# ریان البقمی
ریان البقمی (عربی: ريان خالد البقمي؛ زادهٔ ۳۱ اوت ۱۹۹۲) یک ورزشکار اهل عربستان سعودی است.
از باشگاه‌هایی که در آن بازی کرده‌است می‌توان به باشگاه فوتبال الوحده عربستان سعودی، باشگاه فوتبال النصر عربستان سعودی، و باشگاه فوتبال نجران عربستان سعودی اشاره کرد.